# Cantó de Blangy-sur-Bresle
El cantó de Blangy-sur-Bresle és un cantó francès del departament del Sena Marítim, situat al districte de Dieppe. Té 19 municipis i el cap és Blangy-sur-Bresle.

## Municipis
- Aubermesnil-aux-Érables
- Bazinval
- Blangy-sur-Bresle
- Campneuseville
- Dancourt
- Fallencourt
- Foucarmont
- Guerville
- Hodeng-au-Bosc
- Monchaux-Soreng
- Nesle-Normandeuse
- Pierrecourt
- Réalcamp
- Rétonval
- Rieux
- Saint-Léger-aux-Bois
- Saint-Martin-au-Bosc
- Saint-Riquier-en-Rivière
- Villers-sous-Foucarmont

## Història
| Data d'elecció                           | Identitat       | Partit           | Qualitat |
| ---------------------------------------- | --------------- | ---------------- | -------- |
| 1945-1977                                | Roger Thiébault | SFIO, després PS |          |
| 1977-1985                                | Claude Vialaret | PS               |          |
| 1985-2011                                | Pierre Loin     | Alternance 76    |          |
| 2011-                                    | Marie Le Vern   | PS               |          |
| les dades anteriors no són pas conegudes |                 |                  |          |
|                                          |                 |                  |          |

## Demografia
| A partir de 1990: Població sense dobles comptes |